# Trigonophorus gracilipes
Trigonophorus gracilipes is een keversoort uit de familie bladsprietkevers (Scarabaeidae). De wetenschappelijke naam van de soort werd voor het eerst geldig gepubliceerd in 1845 door Westwood.